# 観音寺 (君津市)
観音寺（かんのんじ）は、千葉県君津市の三石山山頂にある真言宗智山派の寺院。山号は三石山。通称「三石観音」。本尊は十一面観世音菩薩と薬師瑠璃光如来。

## 概要
山頂に大きな岩が三つあることから、古くから「三石観音」の名で親しまれ、航海安全や縁結びにご利益があることで知られている。観音堂の裏から岩の隙間を抜けた上にある奥の院には、縁結び祈願のために訪れた参拝者のハンカチが多数奉納されている。また、境内を含む山頂周辺は自然豊かで、三石山自然林として千葉県の天然記念物に指定されている。

## 由緒
三石山の山頂には山名の由来となった大きな岩が三つあり、1409年（応永16年）覚恵上人が岩下の岩窟に十一面観世音菩薩像を安置したのが始まりとされている。その後岩窟崩壊によって十一面観世音菩薩像は失われてしまったが、しばらくして像が忽然と姿を現したため、1611年（慶長16年）岩下に観音堂が建立された。1873年（明治6年）本尊を山麓の蔵福寺に遷して廃寺となったが、1879年（明治12年）に再興された。

## 所在地
千葉県君津市草川原1407（開門時間は6時から16時）

## アクセス
- 国道465号（亀山湖方面）及び千葉県道24号（笹川湖方面）から観音寺の山門前まで舗装林道の片倉三石線が延びているため、自動車での参拝は可能である。しかし、狭小路のため観光バスなどの大型車の通行は困難であり、正月の期間は一方通行となるので注意が必要である。
- 国道465号（亀山湖方面）から林道片倉三石線を経て到るルートは昔からの参詣道であり、「表参道」と呼ばれている。また、林道片倉三石線の途中から分岐している林道草川原線そしてその終点から登山道を経るルートは「裏参道」と呼ばれており、直接境内の観音堂に到ることができる。しかし、裏山道口の開門時間は6時から14時なので注意が必要である。
- 三石山南側の元清澄山から尾根沿いに登山道が整備されており、通称「三石歩道」と呼ばれている。元清澄山から地蔵峠を経て、観音寺の山門前に到ることができる。